# So Much for the City
A 2003-as So Much for the City a The Thrills debütáló nagylemeze. Írországban azonnali siker lett, az albumlista élére került, és 61 hétig maradt a top 75-ben. Az írek nemzeti zenei díjátadóján megnyerte az év albuma díjat. Az Egyesült Királyságban is sikeres volt, a brit albumlistán a 3. helyen debütált, és 25 hétig maradt a listákon. A Big Sur kislemez a 17. helyig jutott a brit kislemezlistán.
A lemezt 2003-ban Mercury Prize-ra jelölték. Szerepel az 1001 lemez, amit hallanod kell, mielőtt meghalsz című könyvben.

## Az album dalai
|     | Cím                                               | Hossz |
| --- | ------------------------------------------------- | ----- |
| 1.  | Santa Cruz (You're Not That Far)                  | 4:13  |
| 2.  | Big Sur                                           | 3:07  |
| 3.  | Don't Steal Our Sun                               | 2:50  |
| 4.  | Deckchairs and Cigarettes                         | 4:58  |
| 5.  | One Horse Town                                    | 3:15  |
| 6.  | Old Friends, New Lovers                           | 4:01  |
| 7.  | Say It Ain't So                                   | 2:44  |
| 8.  | Hollywood Kids                                    | 5:33  |
| 9.  | Just Travelling Through                           | 3:21  |
| 10. | Your Love Is Like Las Vegas                       | 2:23  |
| 11. | 'Til the Tide Creeps In (a Plans rejtett számmal) | 10:06 |

## Fordítás
Ez a szócikk részben vagy egészben a So Much for the City című angol Wikipédia-szócikk ezen változatának fordításán alapul.  Az eredeti cikk szerkesztőit annak laptörténete sorolja fel. Ez a jelzés csupán a megfogalmazás eredetét és a szerzői jogokat jelzi, nem szolgál a cikkben szereplő információk forrásmegjelöléseként.